# Лабрет

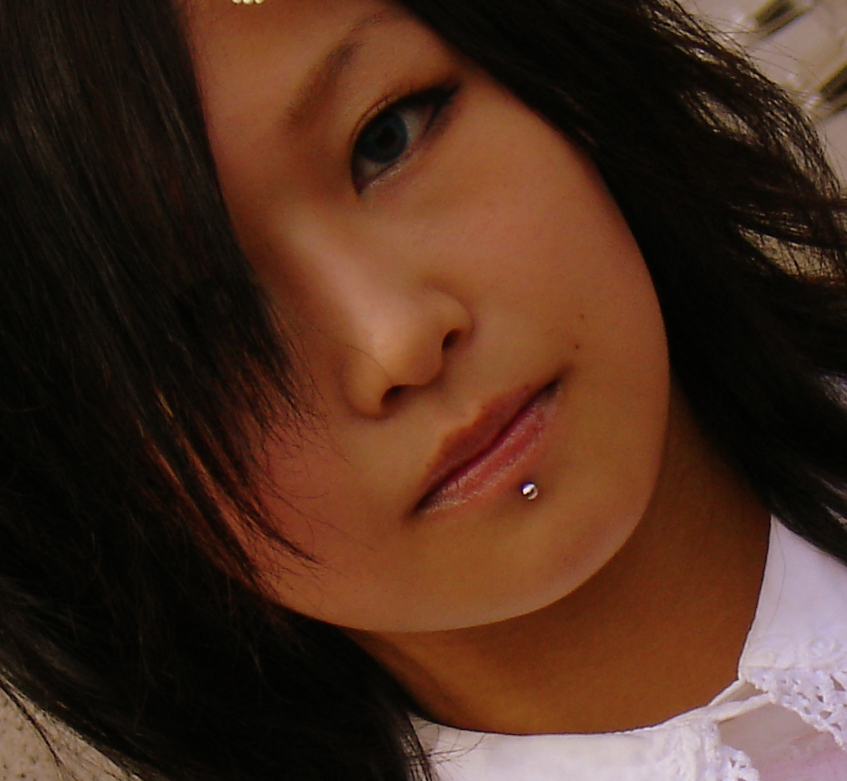
прокол нижней губы с использованием лабрета в качестве украшения

Лабрет или лабретка (англ. от labret, от  лат. labrum — «губа») — украшение для пирсинга, состоящее из штанги, не откручивающейся шляпки и накрутки различных форм. Иногда используются безрезьбовые лабреты (Push Pop). Стандартные размеры: толщина стержня 1 мм, 1.2 мм, 1.9 мм; длина стержня от 4 мм до 20 мм (иногда лабрет с толщиной 1 и 1.2 мм называют микролабретом). Подходит для пирсинга губ, носа и ушей.

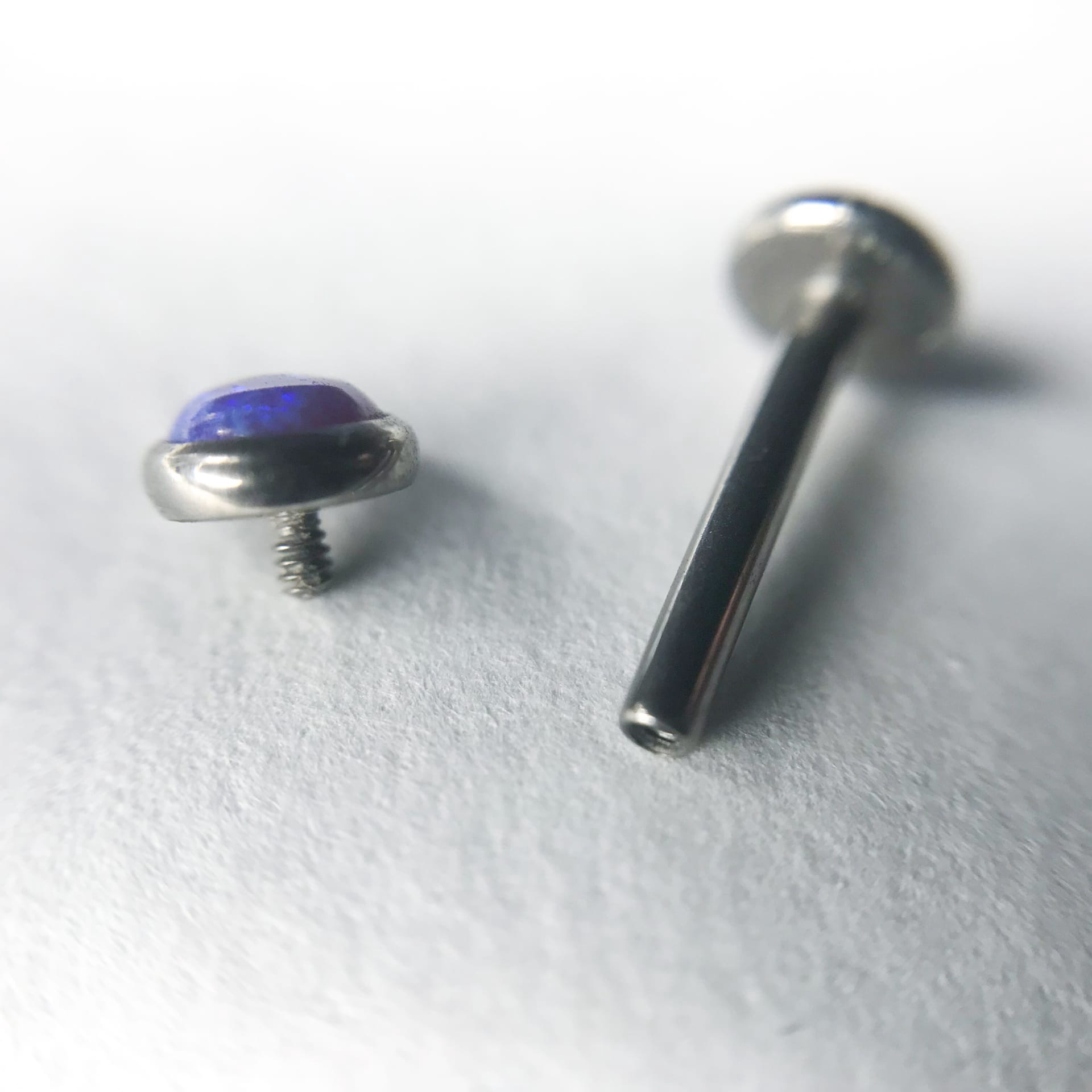
лабрет из титана с внутренней резьбой

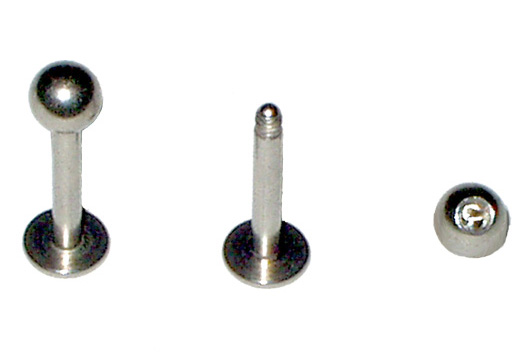
лабрет из хирургической стали или титана с внешней резьбой

## История
По этнографическим данным, традиция ношения лабреток — оригинальных лицевых украшений, гораздо более эффектных, чем современный пирсинг, существовала у западных эскимосов на азиатском и американском берегу Берингова пролива, алеутов (но не повсеместно), индейцев обеих Америк, аборигенов Африки, Меланезии и Полинезии.

## Разновидности
- Лабрет — вертикальный прокол губы. Выполняется перпендикулярно губе. Может располагаться как по центру, так и ближе к уголку губы. Является наиболее популярным видом прокола нижней губы.
- Вертикальный лабрет — вертикальный прокол губы. Наиболее эстетично смотрится прокол, сделанный перпендикулярно губе строго по центру, когда игла входит в границу нижней губы снизу, а выходит по центру сверху. Для такого прокола подходят микробананы различного размера в зависимости от толщины губ. Весьма своеобразен и не очень распространён в России, в отличие от Европы и США.
- Горизонтальный лабрет — горизонтальный прокол губы. Более сложный прокол: идёт параллельно губе и если провести иглу недостаточно глубоко, то украшение может отторгнуться.

## Заживление и риски
Пирсинг является инвазивной процедурой, которой сопутствует определённый риск. Английское исследование, проведённое в 2005 году на группе из 10 503 человек старше 16 лет, выявило осложнения пирсинга в 31 % случаев; в 15 % потребовалась профессиональная медицинская помощь; в 0,9 % случаев осложнения были настолько серьёзными, что потребовалась госпитализация.
Возможные осложнения включают:
- Аллергические реакции на металл украшений, особенно никель, содержащийся в хирургической стали. Риск можно минимизировать, если использовать украшения высокого качества из сплава титана марки G23 (ASTM-F136, ВТ-6), чистого титана (ASTM-F136, ВТ1-0), биопласта[3][4].
- бактериальные и вирусные инфекции, особенно вызванные золотистым стафилококком, стрептококками группы А и псевдомонадами. Некоторые исследования сообщают о более высоком риске развития кандидоза ротовой полости после пирсинга языка у молодых людей[5].
- чрезмерное рубцевание, включая гипертрофические и келоидные рубцы[3]. Рубцовая ткань или отверстие остаются даже после удаления украшений[6].
- физическая травма места пирсинга, включая разрывы, трение, сдавление, что может вызывать отёк и ухудшать заживление.[6]. Риск можно уменьшить, если тщательно подобрать размер украшений и не трогать их без необходимости в процессе заживления[7].
- травма зубов и ротовой полости, включая рецессию десны, повышенное истирание зубов, их сколы и обламывание. Рецессия дёсен встречается у 19-68 % людей с оральным пирсингом[8]. Оральный пирсинг является основной причиной трещин и сколов зубов вследствие травм, возникающих при контакте с зубами.